# Dialog Champions League
Die Super League (früher auch Sri Lanka Premier League, Kit Premier League, Dialog Premier League und Dialog Champions League) ist die höchste Spielklasse des nationalen Fußballverbands von Sri Lanka.

## Geschichte
In Britisch-Ceylon, so der Name des von Großbritannien kolonialisierten Sri Lankas, entwickelte sich der Fußballsport durch britische Militärangehörige unter anderem aus der Royal Air Force, Royal Navy, Royal Engineers und Royal Artillery. Der Versuch, Fußballwettbewerbe auf der Insel auszutragen, resultierte in der Gründung der Colombo Association Football League am 4. April 1911. Den ersten ausgetragenen Wettbewerb gewann das Team der Royal Artillery, danach fand für neun Jahre kein weiterer Wettbewerb statt. 1920 wurde der Wettbewerb wiederbelebt, umstrukturiert und hieß fortan Colombo Football League. Ab 1922 fand wieder ein Spielbetrieb statt, einige der ältesten Fußballclubs aus Colombo nahmen bereits an diesem Wettbewerb statt. So gewann der Saunders SC 1932 und 1933 die Liga. In Kandy fand ab 1925 mit der Kandy Amateur Football League, später Kandy District League, ebenfalls ein regionaler Fußballwettbewerb statt. Seit 1948 wird der Pokalwettbewerb Sri Lanka FA Cup ausgetragen.
Ab 1985 erfolgte die Austragung der landesweiten Fußballliga. Anfangs noch unter dem Namen Colombo Football League, wechselte der Name 1988/89 in Super League, bevor spätestens 1991 der Name Bristol League überliefert ist. Auch der Austragungsmodus wechselte von Zeit zu Zeit, in der Premierensaison wurde eingleisig im Rundenturnier gespielt, in späteren Spielzeiten erfolgte die Austragung in zwei Gruppen, deren beste Vereine im K.-o.-System aufeinander trafen. Zur Spielzeit 1999/2000 erfolgte dann die Umbenennung in Premier League. Auch in den 2000er- und 2010er-Jahren wechselten die Austrangungsmodi öfters. Nachdem die Liga 2004 in Kit Premier League umbenannt wurde, erfolgte ab 2005/06 die Austragung in zwei Gruppen (Segmente), qualifiziert für Segment A waren die zehn besten Vereine der Vorsaison, für Segment B qualifizierten sich die sechs restlichen Vereine der Vorsaison plus zwei Aufsteiger. Die besten drei Mannschaften aus Segment A und die beste Mannschaft aus Segment B trafen dann im K.-o.-System aufeinander, um den Fußballmeister zu ermitteln. Zur Spielzeit 2007/08 wurde das Segment A in zwei Gruppen ausgespielt, die Vereine aus Segment B waren fortan zweitklassig. Nach einer kurzfristigen Umbenennung 2008 in Dialog Premier League erhielt die Liga 2009 ihren aktuellen Namen Dialog Champions League. 2010/11 und 2011/12 wurde der Wettbewerb wieder eingleisig ausgetragen. 2012/13 scheitere die Football Federation of Sri Lanka mit der Austragung der Champions League, stattdessen wurde für die Spielzeit 2013 mit 20 Vereinen in zwei Gruppen gespielt, die vier besten Mannschaften beider Gruppen qualifizierten sich für die K.-o.-Phase. 2014/15 wurde erneut mit 20 Vereinen, dieses Jahr jedoch in einer Gruppe in einer Einfachrunde gespielt. 2015/16 und 2016/17 gab es wiederum zwei Gruppen, die Top Vier beider Gruppen qualifizierten sich für die Finalrunde, welche ebenfalls im Rundenturnier ausgespielt wurde. Zur Spielzeit 2017/18 wurde wieder in einer Gruppe gespielt.

## Aktuelle Saison
An der Saison 2021/22 nahmen die folgenden zehn Mannschaften teil. Meister wurde zum zweiten Mal in der Vereinsgeschichte Blue Star SC.
- Blue Eagles SC
- Blue Star SC
- Colombo FC
- Defenders FC
- New Young’s SC
- Ratnam SC
- Renown SC
- Red Star SC
- Sea Hawks SC
- Upcountry Lions SC

## Fußballmeister von Sri Lanka
| - 1985: Saunders SC - 1986: Saunders SC - 1987: Saunders SC - 1988: Old Bens SC - 1989: Saunders SC - 1990: Renown SC - 1991: Saunders SC - 1992: Saunders SC - 1993: Renown SC - 1994: Renown SC - 1995: Pettah United SC - 1996: Saunders SC - 1997: Saunders SC - 1997/98: Ratnam SC - 1998/99: Saunders SC | - 1999/00: Ratnam SC - 2000/01: Saunders SC - 2001/02: Saunders SC - 2002/03: Negombo Youth SC - 2003: Blue Star SC - 2004/05: Saunders SC - 2005/06: Negombo Youth SC - 2006/07: Ratnam SC - 2007/08: Ratnam SC - 2008/09: Army SC - 2009/10: Renown SC - 2010/11: Don Bosco SC - 2011/12: Ratnam SC - 2013: Air Force SC - 2014/15: Solid SC | - 2015: Colombo FC - 2016/17: Colombo FC - 2017/18: Colombo FC - 2018/19: Defenders FC - 2019/20: nicht ausgetragen - 2021/22: Blue Star SC |

## Rekordmeister
Rekordmeister ist der Saunders SC, welcher die Meisterschaft 12 Mal gewinnen konnte. Der Großteil der Titelträger stammt aus dem Großraum Colombos.
| Verein           | Titel | Jahr                                                                               |
| ---------------- | ----- | ---------------------------------------------------------------------------------- |
| Saunders SC      | 12    | 1985, 1986, 1987, 1989, 1991, 1992, 1996, 1997, 1989/99, 2000/01, 2001/02, 2004/05 |
| Ratnam SC        | 5     | 1997/98, 1999/00, 2006/07, 2007/08, 2011/12                                        |
| Renown SC        | 4     | 1990, 1993, 1994, 2009/10                                                          |
| Colombo FC       | 3     | 2015, 2016/17, 2017/18                                                             |
| Negambo Youth SC | 2     | 2002/03, 2005/06                                                                   |
| Blue Star SC     | 1     | 2003, 2021/22                                                                      |
| Old Bens SC      | 1     | 1988                                                                               |
| Pettah United SC | 1     | 1995                                                                               |
| Army SC          | 1     | 2008/09                                                                            |
| Don Bosco SC     | 1     | 2010/11                                                                            |
| Air Force SC     | 1     | 2013                                                                               |
| Solid SC         | 1     | 2014/15                                                                            |
| Defenders FC     | 1     | 2018/19                                                                            |